# 佐保姬
佐保姬（日语：さほひめ）乃日本的春之女神。此外，《記紀》裡記載的「狹穗姬命」雖然同音，但二者毫無關係。

## 概要
佐保姬原為平城京東面佐保山（今奈良縣法華寺町法華町）的神靈，由於五行思想中春天代表東方，因此春之神被稱為佐保姬，形象為穿著潔白柔和春霞之衣的年輕女性。在連歌、俳諧、俳句等傳統文學中，佐保姬是代表春天的季語，亦常用於和菓子的名稱。
相傳與佐保姬相互對應的是龍田山女神龍田姬，後者以裁縫、織染之高超技巧出名。相對來說日本民間認為佐保姬亦掌管裁縫、織染，因此古來即有和歌吟詠其事。其中比較著名的是：
- 平兼盛《詞花和歌集》：

|  | 佐保姫の糸染め掛くる青柳を吹きな乱りそ春の山風 |

譯成現代日語為：
|  | 佐保姫が染めた糸を掛けた柳の枝を吹き乱さないでおくれ春の山風よ |

翻譯成中文則為：
|  | 佐保姬所染色的糸線高掛於柳枝上，未被晚春的山風拂亂（將水靈的柳樹嫩葉比喻成佐保姬染色的糸線） |

- 後鳥羽院《後鳥羽御集》：

|  | 佐保姫の霞の衣ぬきをうすみ花の錦をたちやかさねむ |

譯成現代日語為：
|  | 佐保姫の霞の衣は横糸が少ない（薄織りにしている）ので、花でできた錦を重ね着するのだろうか |

翻譯成中文則為：
|  | 佐保姬之霞衣緯紗很少，打算用花作成的織錦重疊地穿嗎？（將春霞比喻成輕柔的薄紗絲綢） |

## 信仰
祭祀佐保姬的神社為下列：
- 佐保姬神社：奈良市西包永町。

## 內部連結
- 龍田姬：龍田山之神，代表秋季；其他尚有夏之筒姬、冬之白姬等。
- 佐保川（日语：佐保川）
- 狹穗姬命
- 日本神祇列表